# تپه چم علیا
تپه چم علیا مربوط به دوره ساسانیان است و در شهرستان چرداول، بخش شیروان، شمال روستای چم روته واقع شده و این اثر در تاریخ ۷ اسفند ۱۳۸۶ با شمارهٔ ثبت ۲۱۲۸۳ به‌عنوان یکی از آثار ملی ایران به ثبت رسیده است.